# Marzabotto
Marzabotto est une commune de la ville métropolitaine de Bologne dans l'Émilie-Romagne en Italie.

## Géographie
Marzabotto se situe à une trentaine de kilomètres au sud de Bologne, dans la vallée du Reno, voie de passage historique entre la plaine du Pô et la Toscane, empruntée aujourd'hui par la route nationale 64 (Strada statale 64 Porrettana), qui relie Pistoia à Bologne et, au-delà, à Ferrare.

## Histoire

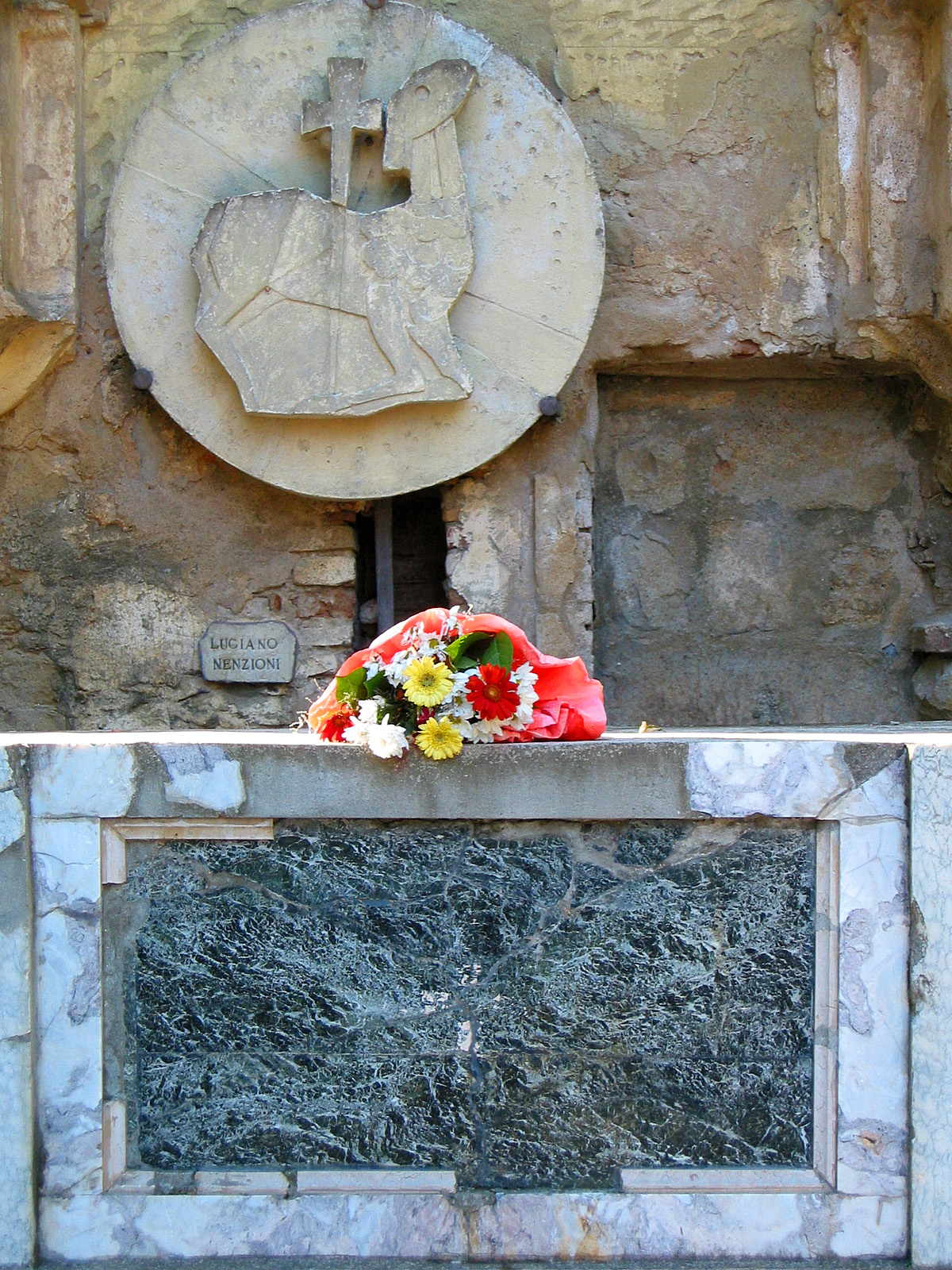
Monument en hommage aux victimes du massacre de Marzabotto.

La région de Marzabotto a été occupée par les Étrusques lors de leur expansion vers la plaine du Pô, au VIe siècle av. J.-C. Ils y ont fondé la ville de Misano. Elle est occupée par les Celtes Boïens dès le IVe siècle av. J.-C., puis abandonnée au IIIe siècle av. J.-C.
Du 29 septembre jusqu'au 5 octobre 1944, lors de la campagne d'Italie, au cours la Seconde Guerre mondiale, alors que l'armée allemande occupe une partie de l'Italie, 770 civils sont tués par des soldats allemands. Cet événement est parfois surnommé, en France, « l'Oradour italien », en référence au village français d'Oradour-sur-Glane, où se produisit un massacre similaire.

## Administration
| Période                                  | Période | Identité | Étiquette | Qualité |
| ---------------------------------------- | ------- | -------- | --------- | ------- |
|                                          |         |          |           |         |
| Les données manquantes sont à compléter. |         |          |           |         |

### Hameaux
Lama di Reno, Pian di Venola, Sibano

### Communes limitrophes
Grizzana Morandi, Monte San Pietro, Monzuno, Sasso Marconi, Savigno, Vergato

## Jumelages
Rive-de-Gier